# Ligier JS P320
Ligier JS P320 — это прототип LMP3 Le Mans . Он был создан компанией Onroak Automotive и назван в партнерстве с бывшим французским гонщиком Ги Лижье . Он был построен в соответствии со стандартами ACO Generation II LMP3 и может быть построен с помощью комплекта обновления для своего предшественника Ligier JS P3 . Автомобиль должен принять участие в серии чемпионатов по всему миру, таких как Michelin Le Mans Cup , Prototype Cup Germany, Asian Le Mans Series , European Le Mans Series , IMSA Prototype Challenge и IMSA SportsCar Championship . Автомобиль был представлен 4 июня 2019 года и стал первым представленным автомобилем Gen II LMP3.

## История развития
23 мая 2018 года Автомобильный клуб Запада объявил краткий обзор правил гонок Le Mans Prototype 3 (LMP3) 2020 года, а также объявил о том, что модели шасси от четырех производителей — Onroak Automotive (Ligier), Duqueine Automotive (Norma), ADESS AG и Ginetta — получили одобрение на новый набор правил. 7 февраля 2019 года ACO объявил о новых правилах гонок Le Mans Prototype 3 (LMP3) 2-го поколения, которые должны быть полностью реализованы к 2021 году и будут проводиться с 2020 по 2024 год.
Его предшественник Ligier JS P3 был выпущен в то время, когда автомобили LMP3 не были предназначены для гонок на Circuit de la Sarthe, и, как таковой, автомобиль был меньше ориентирован на аэродинамическую эффективность, что привело к его более низкой максимальной скорости по сравнению с более поздними автомобилями LMP3, в первую очередь Norma M30 . В результате конструкторский отдел Ligier Automotive сотрудничал с Exa Corporation, чтобы оптимизировать аэродинамику автомобиля, чтобы сделать его эффективным на всех трассах. Автомобиль имеет новый кузов, амортизаторы Öhlins и адаптированную систему охлаждения. С новыми правилами Generation 2 можно было добавить контроль тяги, а также были внесены некоторые изменения, связанные с безопасностью, в подголовник и сиденье водителя, а также боковые панели Zylon . Также был представлен новый двигатель Nissan VK56 с дополнительными 35 л. с.
Перед премьерой автомобиль прошел первые испытания на трассе Невер Маньи-Кур .
Затем автомобиль дебютировал в гонках на трассе Поль Рикар во время гоночных выходных для обоих этапов Кубка Ле-Мана 2020 года и Европейской серии Ле-Мана 2020 года на гонке 4 часа Ле-Кастелле 2020 года . В гонке из двенадцати автомобилей LMP3 приняли участие восемь автомобилей Ligier JS P320.